# Чемпионат Европы по плаванию в ластах 1989
13-й чемпионат Европы по плаванию в ластах прошёл в Москве с 7 по 14 августа 1989 года.

## Медалисты

### Мужчины
| Дисциплина         | Золото                                                                     | Золото   | Серебро                                                               | Серебро  | Бронза                                                          | Бронза   |
| ------------------ | -------------------------------------------------------------------------- | -------- | --------------------------------------------------------------------- | -------- | --------------------------------------------------------------- | -------- |
| 50 м, ныряние      | Олег Ананьев · СССР                                                        | 15.89    | Константин Кудряев · СССР                                             | 16.07    | Дирк Крафт ФРГ                                                  | 16.60    |
| 100 м, в ластах    | Сергей Ахапов · СССР                                                       | 37.54    | Константин Кудряев · СССР                                             | 38.12    | Дирк Крафт ФРГ                                                  | 39.42    |
| 200 м, в ластах    | Сергей Ахапов · СССР                                                       | 1:26.04  | Константин Кудряев · СССР                                             | 1:26.46  | Кристиан Моленаар ФРГ                                           | 1:29.42  |
| 400 м, в ластах    | Константин Кудряев · СССР                                                  | 3:09.60  | Сергей Ахапов · СССР                                                  | 3:09.93  | Андреа Грациоли · Италия                                        | 3:17.59  |
| 800 м, в ластах    | Михаил Яковлев · СССР                                                      | 6:41.75  | Сергей Смирнов · СССР                                                 | 6:47.36  | Андреа Грациоли · Италия                                        | 6:49.37  |
| 1500 м, в ластах   | Михаил Яковлев · СССР                                                      | 12:57.98 | Андреа Грациоли · Италия                                              | 13:04.58 | Паоло Вандини · Италия                                          | 13:19.17 |
| 100 м, в акваланге | Олег Ананьев · СССР                                                        | 35.87    | Константин Кудряев · СССР                                             | 36.20    | Кристиан Моленаар ФРГ                                           | 37.80    |
| 400 м, в ластах    | Михаил Яковлев · СССР                                                      | 2:57.27  | Алексей Семёнов · СССР                                                | 3:01.08  | Бо Якобсен · Дания                                              | 3:02.83  |
| 800 м, в ластах    | Алексей Семёнов · СССР                                                     | 6:24.53  | Бо Якобсен · Дания                                                    | 6:28.78  | С. Смирнов · СССР                                               | 6:33.45  |
| эстафета 4×100 м   | Сергей Ахапов · Олег Ананьев · Алексей Семёнов · Константин Кудряев · СССР | 2:33.64  | Дирк Крафт Кристиан Моленаар Ларс Липкен К. Грютцмахер ФРГ            | 2:40.34  | Г. Файолле · Г. Маркоссиан · Р. Сарнов · Николас Акте · Франция | 2:46.02  |
| эстафета 4×200 м   | Константин Кудряев · Олег Ананьев · Михаил Яковлев · Сергей Ахапов · СССР  | 5:52.79  | Андреа Манджерини · Андреа Грациоли · А. Молино · И. Джиоиси · Италия | 6:09.59  | Й. Сабо · С. Сабо · З. Берекмери · Р. Дьёрс · Венгрия           | 6:12.75  |

### Женщины
| Дисциплина         | Золото                                                                             | Золото   | Серебро                                                       | Серебро  | Бронза                                                       | Бронза   |
| ------------------ | ---------------------------------------------------------------------------------- | -------- | ------------------------------------------------------------- | -------- | ------------------------------------------------------------ | -------- |
| 50 м, ныряние      | Лариса Бутенко · СССР                                                              | 18.54    | В. Негрини · Италия                                           | 19.37    | Светлана Фролова · СССР                                      | 19.37    |
| 100 м, в ластах    | Лариса Бутенко · СССР                                                              | 43.90    | Симона Нанни · Италия                                         | 44.42    | Татьяна Мельникова · СССР                                    | 44.65    |
| 200 м, в ластах    | Симона Нанни · Италия                                                              | 1:37.81  | Татьяна Мельникова · СССР                                     | 1:38.83  | Лариса Бутенко · СССР                                        | 1:40.04  |
| 400 м, в ластах    | Светлана Успенская · СССР                                                          | 3:32.23  | Татьяна Мельникова · СССР                                     | 3:33.97  | Симона Нанни · Италия                                        | 3:34.98  |
| 800 м, в ластах    | Светлана Успенская · СССР                                                          | 7:20.35  | Ирина Тюрина · СССР                                           | 7:25.35  | Мириам Вилетт · Франция                                      | 7:33.01  |
| 1500 м, в ластах   | Светлана Успенская · СССР                                                          | 14:05.77 | Ирина Тюрина · СССР                                           | 14:22.78 | Эдит Гинсцингер · Венгрия                                    | 14:39.82 |
| 100 м, в акваланге | Лариса Бутенко · СССР                                                              | 40.69    | Светлана Фролова · СССР                                       | 41.02    | Г. Гори · Италия                                             | 42.43    |
| 400 м, в акваланге | Светлана Фролова · СССР                                                            | 3:16.01  | Наталья Дячкина · СССР                                        | 3:24.28  | Каталин Тот · Венгрия                                        | 3:34.20  |
| 800 м, в акваланге | Светлана Фролова · СССР                                                            | 6:59.14  | Наталья Дячкина · СССР                                        | 7:04.38  | Каталин Тот · Венгрия                                        | 7:30.77  |
| Эстафета 4×100 м   | Лариса Бутенко · Татьяна Мельникова · Светлана Фролова · Светлана Успенская · СССР | 2:59.00  | В. Негрини · М. Музолези · А. Мингузи · Симона Нанни · Италия | 3:01.70  | Ева Фабо · Каталин Тот · И. Мадьер · Б. Надь · Венгрия       | 3:10.14  |
| Эстафета 4×200 м   | Ирина Тюрина · Светлана Фролова · Татьяна Мельникова · Лариса Бутенко · СССР       | 6:43.14  | В. Негрини · А. Мингузи · М. Музолези · Симона Нанни · Италия | 6:46.68  | Т. Петофлави · Эдит Гинцингер · Б. Надь · Ева Фабо · Венгрия | 6:53.48  |